# Susana Abaitua
Pour les articles homonymes, voir Gomez.
Susana Gómez Abaitua, née le 5 octobre 1990 à Vitoria-Gasteiz (Álava), connue sous le nom de Susana Abaitua, est une actrice espagnole de cinéma, de télévision et de théâtre. 
Elle a notamment joué dans la série télévisée limitée Patria et dans le film Fou de toi, ainsi que dans le film Un fantôme dans la bataille d'Agustín Díaz Yanes.

## Biographie
Susana Gómez Abaitua est née le 5 octobre 1990 à Vitoria-Gasteiz,. Une de ses grand-mères était française, les trois autres étaient espagnoles. Elle a suivi une formation de danseuse classique puis s'est tournée vers le théâtre.
Elle est connue pour ses positions féministes. 

## Filmographie

### Cinéma
- 2019 : 4L (es) (4 latas) de Gerardo Olivares : Jean-Pierre
- 2025: Un fantôme dans la bataille d'Agustín Díaz Yanes (Un fantasma en la batalla) d'Agustín Díaz Yanes : Amaia, la garde civile [6]

### Télévision
- 2021 : Fou de toi (Loco por ella) de Dani de la Orden : Carla
- 2023 : Ce sera toi (Eres tú) de Alauda Ruiz de Azúa : Ariana

## Liens
- Ressources relatives à l'audiovisuel :   - AllMovie
  - Allociné
  - Filmweb.pl
  - IMDb
  - Rotten Tomatoes
  - Unifrance
- Ressource relative à plusieurs domaines :   - Metacritic
- Notices d'autorité :   - VIAF
  - ISNI
  - IdRef
  - Espagne